# チャイナエアライン611便空中分解事故

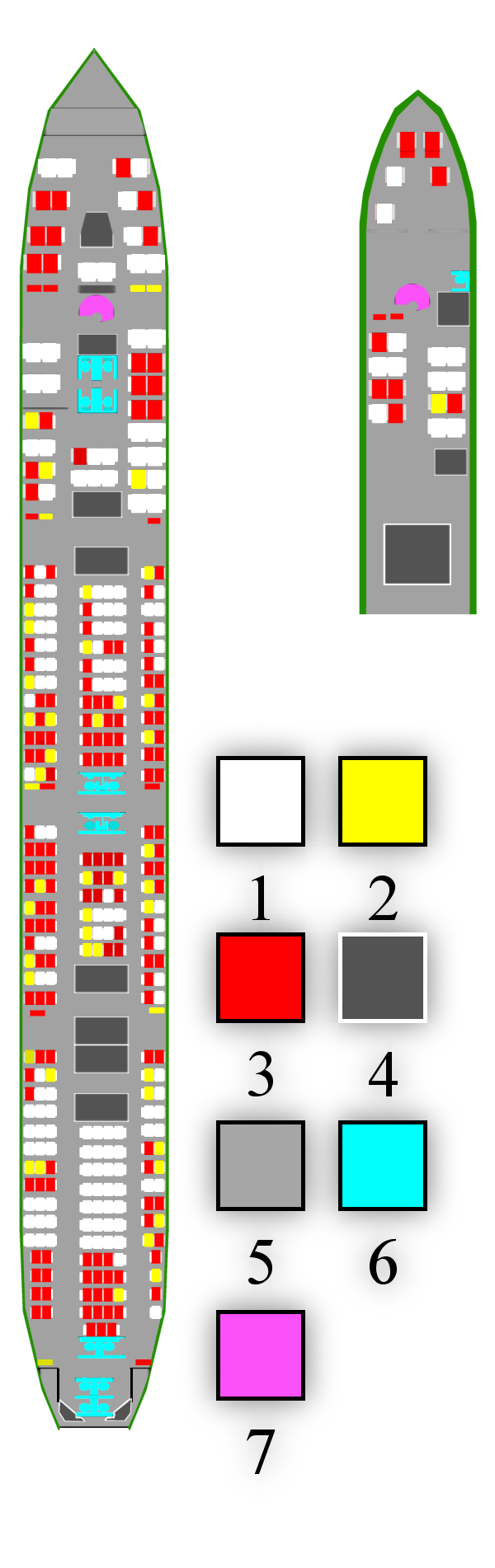
B-18255の座席表。1-空席、2-犠牲者座席（遺体は回収されず）、3-犠牲者座席（遺体回収）、4-調理室、5-床面、6-洗面所、7-階段

チャイナエアライン611便空中分解事故（チャイナエアライン611びんくうちゅうぶんかいじこ）は、2002年5月25日に台湾・澎湖諸島付近で発生した航空事故。
中正国際空港（現：桃園）から香港国際空港へ向かっていたチャイナエアライン611便（ボーイング747-200B）が澎湖諸島付近上空を巡航中に空中分解し海上に墜落、乗客乗員225人全員が死亡する惨事となった。事故原因は機体スキン（外皮）の不完全な修理のために起きた金属疲労により、飛行中に機体の破壊が生じたというものであった。

## 事故機に関する情報
611便に使用されたボーイング747-209B型機（機体記号：B-18255、製造番号：21843）は1979年7月15日に製造された。総飛行時間は64,810時間で、総飛行回数は21,398回であった。
- コールサイン：Dynasty 611（ダイナスティ 611）
- 予定フライトプラン：中正国際空港（現：台湾桃園国際空港）14時50分発→香港国際空港 16時28分着予定
- 乗客：206名

### 就航から22年の経年機
事故機のB-18255は、1979年8月2日にチャイナエアラインで新造機として就航（当初の機体記号はB-1866）してから22年8ヶ月が経過しており、総飛行時間は64,000時間を超えた経年機であった。翌月にタイの航空会社オリエント・タイ航空に145万USドルで売却することが決定しており、すでにチャイナエアラインの運航から外れていた。
しかし、当日は同便に使用予定だった機材が急遽別の路線に転用されたため、売却整備中の事故機を臨時で使用することになった。事故機はこの611便の後、折り返しの台北行きがチャイナエアラインでの最後のフライトとなる予定だった。

### 運航乗務員
機長は51歳。副操縦士は52歳。航空機関士は54歳、いずれも男性であった。

### 客室乗務員
16人の客室乗務員が乗務していた。

## 事故の経過
当日、611便は台湾の中正国際空港のターミナルビルを午後2時50分に出発し、午後3時7分（以下現地時間；香港も同一）に離陸した。目的地の香港への到着予定時刻は午後4時28分であった。午後3時16分、611便は航空管制から高度35,000フィート (11,000 m) へ上昇するよう指示をうけ、同機は35,000フィートを維持する旨の応答をした。これが611便からの最後の通信となった。
611便はそれまで順調に飛行しており、異常の兆候はなかった。後に解析されたコックピットボイスレコーダーには、コックピット・クルーが鼻歌を歌うのが記録されていたほどだった。しかし午後3時28分、レーダーに映っていた611便の機影は大きく4つに分かれ、突然消失した。この時機体が空中分解したものと見られる。午後3時31分頃、611便は台湾の西方約50kmにある澎湖諸島の北東約18Km付近の台湾海峡の海域に墜落した。
午後6時10分、捜索隊によって機体の残骸の主要部分が澎湖県馬公市の北方の海域で発見された。また事故機の飛行ルート下にあり、墜落現場から約100km離れた台湾島中部の彰化県秀水郷下崙村では、乗客の持ち物とみられる名刺や航空券、そして機内誌などの物品が次々と落下してきており、住民によって回収されていた。機体の残骸は広範囲に落下していた。
この事故で乗員19名、乗客206名の合わせて225名全員が死亡した。

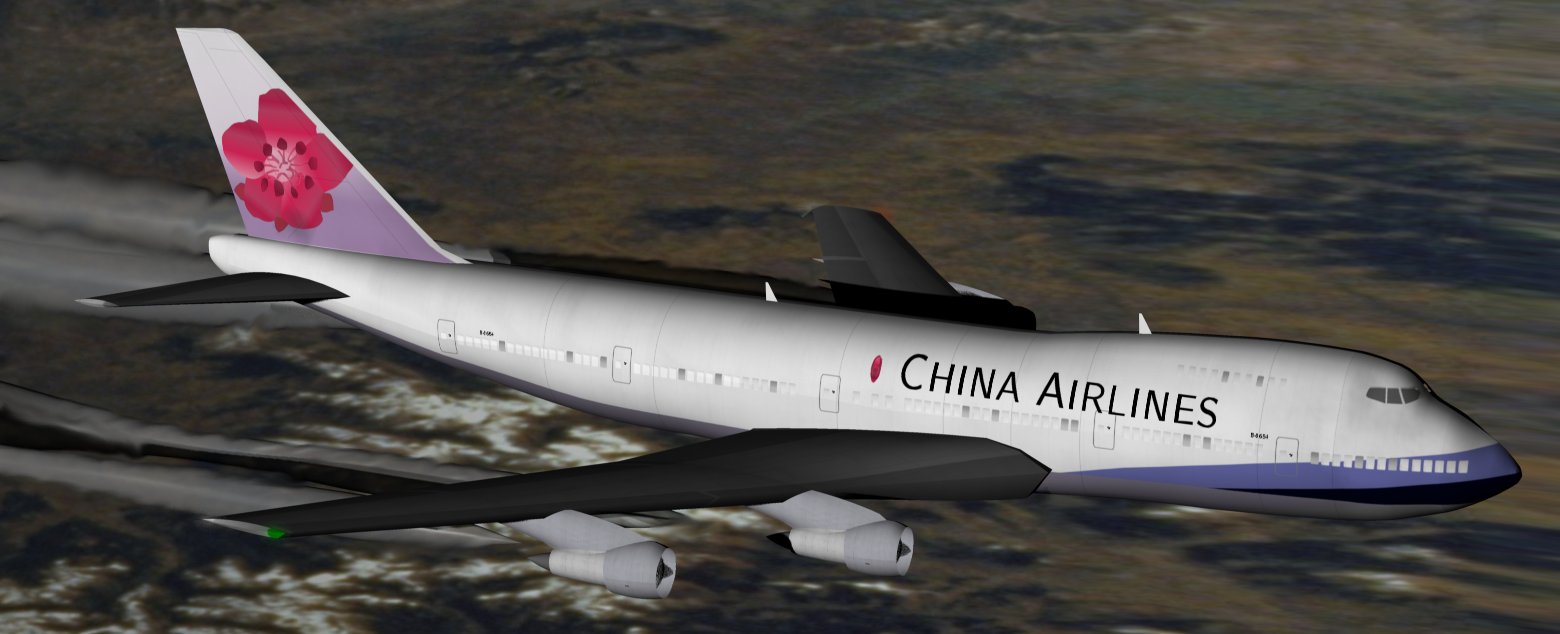
再現CG

## 事故調査
捜索隊は犠牲者のうち162名の遺体と機体の85パーセントに相当する残骸を回収したが、いずれにも爆発の痕跡も焼けた跡もなかったため、空中分解したものと断定された。そこで調査を担当する飛航安全調査委員会（最高責任者：Kay Yong）は、協力機関であるNTSB（アメリカ国家運輸安全委員会・主任調査官：John Delisi）に、類似案件の一つであるトランス・ワールド航空800便墜落事故の調査資料の提供を依頼した。当初はTWA800便と類似点（暑い日に、老朽化した747型機が、上昇中に空中分解した）が多かったことから、同じ原因が疑われた。原因箇所特定の際にもTWA800便と同じ手法を採用した。

### 事故原因
飛航安全調査委員会とNTSBは2002年12月25日、機体後部の残骸から金属疲労の痕跡を発見したと発表した。事故機となったB-18255は以前起きた事故の修理が不完全であったため、最終的に機体後部の金属疲労によって巡航飛行中に空中分解したものと判明した。
事故機は1980年2月7日に台北発香港啓徳空港行き中華航空009便 (Dynasty 009) として、香港啓徳空港に着陸する際、機体後部を地上に接触する尻もち事故を起こしていた。事故機は当日中に与圧システムを作動させないまま台北へ回送して仮修理を施した後、翌2月8日から一旦運航に復帰し、5月23日から5月28日にかけて恒久的修理が行われた。その際に、ボーイング社の構造修理マニュアルに従わない不完全な修理が中華航空によって行われてしまった。
事故機の破片を分析した結果、本来であれば傷のある外板をすべて交換するか、または傷を完全に除去して補強材を当てる必要があったが、整備士は表面を磨いた後、損傷部分にアルミ合金製の継ぎ板（ダブラープレート、損傷部に貼る絆創膏のような役割の金属板）を前後に2枚、リベットで張り付けて補強しただけであり、補強材は傷部分を完全にはカバーしておらず、またリベットも打ちすぎで、機体はそのまま使われ続け繰り返される与圧によって疲労亀裂が広がっていった。
通常の疲労亀裂はリベット穴から前後方向に徐々に広がっていくが、この事故のケースでは残された傷でも特にリベット穴間の傷を起点に外板表面側から外板内側へ向けて疲労亀裂が穴を繋ぐように進み、比較的早期に外板が長く（15.1インチ）疲労亀裂が成長して、最終的には構造全体が降伏したことで大きく破断（93インチ）に至った。補強材が当該部の大半を覆っていたことで外部の目視点検では亀裂の存在が分からなかった。また、外板を貫通した亀裂のみが内部から見えるので、内部からの目視点検でも発見は困難だった。
機体は22年間の二千回以上の飛行に耐えていたが、その間に亀裂は徐々に広がっており、611便として飛行中に限界に達し、亀裂が機体後部を一周して機体の尾部が脱落し、爆発的な減圧の発生で大きな力がかかって主翼や機首が破断し、機体はバラバラに崩壊して海面に落下した。1985年8月12日に起きた日本航空123便墜落事故と同じく、しりもち事故後の不適切な修理作業が原因であるが、JALの時はボーイングによる不適切な修理作業が原因なのに対し、今回はチャイナエアラインにより修理マニュアルに従わない不完全な修理が行われてしまったための悲劇であった。

## 映像化
- メーデー!:航空機事故の真実と真相 第6シーズン第1話「SHATTERED IN SECONDS」

## 類似事故
本事故は構造破壊事故に分類される。『航空機構造破壊』（遠藤信介著）で以下の事故が類似事故として示されている。
（事故名称 - 事故発生年月日、航空機。推定原因）
英国海外航空783便墜落事故
1953年5月2日、コメットI。構造破壊。
英国海外航空781便墜落事故
1954年1月10日、コメットI。胴体の疲労破壊。
南アフリカ航空201便墜落事故
1954年4月8日、コメットI。胴体の疲労破壊。
1958年アメリカ空軍B-47Bフロリダ事故
1958年3月13日、B-47B。主翼下面の疲労破壊。
1958年アメリカ空軍TB-47Bオクラホマ事故
1958年3月13日、TB-47B。主翼下面の疲労破壊。
1969年アメリカ空軍F-111ネバダ事故
1969年12月22日、F-111。左主翼疲労破壊。
英国欧州航空706便墜落事故
1971年10月2日、ヴァンガード。腐食による圧力隔壁破壊。
アメリカン航空96便貨物ドア破損事故
1972年6月12日、DC-10。貨物室ドア分離。
トルコ航空DC-10パリ墜落事故
1974年3月3日、DC-10。貨物室ドア分離。
1977年ダン・エア ボーイング707墜落事故
1977年5月14日、B707。水平尾翼疲労破壊。
アメリカン航空191便墜落事故
1979年5月25日、DC-10。不適切なエンジン交換作業。
遠東航空103便墜落事故
1981年8月22日、B737。胴体の腐食。
日本航空123便墜落事故
1985年8月12日、B747。本事故と同じく、しりもち事故後の不適切な修理作業。
アロハ航空243便事故
1988年4月28日、B737。接着剥離、疲労損傷。
ユナイテッド航空232便不時着事故
1989年7月19日、DC-10。尾部エンジン破壊。
中華航空358便墜落事故
1991年12月29日、B747。エンジン取付金具疲労破断。
エル・アル航空1862便墜落事故
1992年10月4日、B747。エンジン取付金具疲労破断。
トランス・ワールド航空800便墜落事故
1996年7月17日、B747。中央翼燃料タンク爆発。
アメリカン航空587便墜落事故
2001年11月12日、A300-600R。垂直尾翼分離。
またチャイナエアラインでは、事故の約31年前の1971年に825便（シュド・カラベル）が同じ地域で空中分解を起こしている。同事件について航空当局は機上に仕掛けられた爆発物による航空テロの疑いが強いとしたが、犠牲者の遺体が発見されず遺留品もほとんど回収されなかったため、この事故とは違って事件の背景は不明である（詳細は中華航空825便爆破事件を参照）。